# یواس‌اس سلفریدگ (دی‌دی-۳۵۷)
یواس‌اس سلفریدگ (دی‌دی-۳۵۷) (به انگلیسی: USS Selfridge (DD-357)) یک کشتی بود که طول آن ۳۸۱ فوت (۱۱۶ متر) بود. این کشتی در سال ۱۹۳۶ ساخته شد.